# Абу Хафс ас-Сухраварди
Шихабудди́н Абу́ Хафс У́мар ибн Абдулла́х ас-Сухраварди́ (1145—1234) — исламский богослов, основатель тариката сухравардия. Получил от халифа ан-Насира звание Шайх аш-шую́х («шейх шейхов») — официального руководителя всех суфиев Багдада.

## Биография
Происходил из селения Сухравард провинции Зенджан на северо-западе Ирана. Переехал в Багдад, где обучался толкованию Корана, хадисоведению и основам шафиитского права.
Шихабуддин ас-Сухраварди был под влиянием своего дяди Абу ан-Наджиба ас-Сухраварди; Абу Хафс обучался на первых порах в его рибате на берегу Тигра. Был знаком с известными суфиями Абдул-Кадиром аль-Джилани, Ибн Араби, Ибн аль-Фаридом. Проповедовал умеренные взгляды, был не теоретиком мистицизма, а выдающимся учителем и воспитателем (шайх ат-та’лим ва-т-тарбийа).
Читал лекции в обители (рибат) Марзбания, построенной для него халифом ан-Насиром (1180—1225). Имел много учеников, среди которых знаменитый персидский поэт Саади (ум. в 1292 г.).
Написал ряд книг и посланий по суфизму, в том числе Авариф аль-маариф, который стал нормативным трудом по вопросам духовной практики суфизма и этики.
Вёл активный образ жизни, отказался от практики длительных постов и затворничества. Поддерживал постоянные связи с власть предержащими, несколько раз выполнял поручения халифа ан-Насира. Отправлялся с дипломатическими поручениями к сельджукидскому султану Кай-Кубаду (1219—1236), айюбидскому султану аль-Малику аль-Адилю I (1200—1218) и к Хорезмшаху Мухаммаду (1200—1220). Абу Хафс ас-Сухраварди оказал помощь халифу в организационном оформлении движения аристократической футуввы, которое, возможно, было специально создано для широкого распространения учения ас-Сухраварди. Он управлял всеми суфийскими обителями (завия) и тарикатами.
Ас-Сухраварди признавал как тихий (хафи), так и громкий зикр (джахри), отправляемый коллективно либо индивидуально. Резко выступал против практики радений (сама), полагая её несовместимой с нормами шариата.